# À l'angle du monde
Pour plus de détails, voir Fiche technique et Distribution.
À l'angle du monde (titre original : The Edge of the World) est un film britannique réalisé par Michael Powell, sorti en 1937.

## Synopsis
Dans une île des Hébrides extérieures, où la nature est hostile, le paysage sauvage, la mer dangereuse, la vie des petits pêcheurs est rude face à la concurrence des chalutiers. Certains jeunes hommes pensent à quitter l'île pour avoir une meilleure vie.
L'histoire est inspirée de l'évacuation de l'île de Saint-Kilda, en 1930.

## Fiche technique
- Titre original : The Edge of the World
- Titre français : À l'angle du monde
- Réalisation : Michael Powell
- Scénario : Michael Powell
- Photographie : Monty Berman, Skeets Kelly, Ernest Palmer
- Son : W.H.O. Sweeney
- Montage : Derek N. Twist
- Musique : Lambert Williamson
- Production : Joe Rock
- Société de production : Joe Rock Productions
- Société de distribution : British Independent Exhibitors' Distributors
- Pays d’origine :  Royaume-Uni
- Langue originale : anglais
- Format : noir et blanc — 35 mm — 1,37:1 — son Mono (Marconi's Visatone System)
- Genre : drame
- Durée : 81 minutes, 62 minutes (ressortie en 1940), 74 minutes (restauration en 1990), 72 minutes (sortie aux États-Unis)
- Dates de sortie :
  - Royaume-Uni : septembre 1937 (première à Londres)
  - Royaume-Uni : 10 janvier 1938

## Distribution
- John Laurie : Peter Manson
- Belle Chrystall : Ruth Manson, sa fille
- Eric Berry : Robbie Manson, son fils
- Kitty Kirwan : Jean Manson, sa mère
- Finlay Currie : James Gray
- Niall MacGinnis : Andrew Gray, son fils
- Grant Sutherland : le catéchiste
- Campbell Robson : Dunbar, le Laird
- George Summers : le capitaine du chalutier
- Michael Powell : M. Graham, le yachtman